# 佳能 EOS 650D
佳能EOS 650D是佳能在2012年6月11日推出的一款1800万像素数码单镜反光相机。。它在日本市场被称作EOS Kiss X6i，在美国和加拿大市场被称作EOS Rebel T4i。这款产品是佳能 EOS 600D的替代产品。